# Gobierno de Laurentino Cortizo
El gobierno de Laurentino Cortizo en la República de Panamá inició el lunes 1 de julio de 2019, sucediendo a Juan Carlos Varela, y finalizó el 30 de junio de 2024 al completar su periodo de cinco años y ser sucedido por José Raúl Mulino, el candidato ganador de las elecciones generales de 2024.
En las elecciones generales celebradas el 5 de mayo de 2019, Laurentino Cortizo y su compañero de fórmula José Gabriel Carrizo fueron elegidos con el 33.35% de los votos válidos.La coalición de gobierno Uniendo Fuerzas, de orientación socialdemócrata, está integrada por el Partido Revolucionario Democrático y el MOLIRENA.Cortizo tomó posesión el lunes 1 de julio de 2019 en el Centro de Convenciones Atlapa, ubicado en la Ciudad de Panamá.

## Elección y toma de posesión
Antes de su participación en las elecciones de 2019, Laurentino Cortizo ejerció como ministro de Desarrollo Agropecuario durante la presidencia de Martín Torrijos y se postuló como precandidato presidencial del PRD para las elecciones de 2009, obteniendo el tercer lugar en preferencias y siendo derrotado por Balbina Herrera, que fue eventualmente vencida por Ricardo Martinelli en las elecciones generales. Anunció formalmente su candidatura en 2016 y eventualmente consiguió el apoyo de múltiples facciones de su partido, permitiéndole una victoria en las elecciones primarias del PRD de 45 puntos sobre Zulay Rodríguez, su rival más cercana.
Aunque Cortizo mostró un liderazgo significativo en las encuestas durante la mayor parte de la campaña electoral,en las elecciones generales enfrentó una contienda muy estrecha con Rómulo Roux, candidato de Cambio Democrático, y eventualmente resultó vencedor por un margen aproximado de 47 mil votos (2.3%), de un total de 2 millones de votos. Según el Tribunal Electoral, las elecciones generales de Panamá tuvieron un costo aproximado de 68.4 millones de balboas, con la campaña de Cortizo valorada en 7.4 millones de balboas (9.2% del total).
Laurentino Cortizo tomó posesión como presidente de Panamá el lunes 1 de julio de 2019 en el Centro de Convenciones Atlapa.A la ceremonia asistieron el rey Felipe VI de España; y los presidentes Martín Vizcarra de Perú, Iván Duque de Colombia, Danilo Medina de la República Dominicana, Juan Orlando Hernández de Honduras, Jimmy Morales de Guatemala y Brahim Ghali de la República Árabe Saharaui Democrática. De igual forma, asistieron como representantes de sus gobiernos: Wilbur Ross, secretario de Comercio de los Estados Unidos; Han Changfu, el ministro de Agricultura de China; y los vicepresidentes Hugo Velásquez de Paraguay, Gabriela Michetti de Argentina, Epsy Campbell Barr de Costa Rica y Félix Ulloa de El Salvador, entre otras personalidades nacionales e internacionales invitadas.

## Acontecimientos gubernamentales

### Creación de nuevos ministerios
El gabinete de Laurentino Cortizo, al momento de su toma de posesión el 1 de julio de 2019, poseía un total de 14 ministerios. Adicionalmente, Cortizo designó tres ministros consejeros para contribuir al mejoramiento de las políticas públicas en áreas de interés nacional como la salud e inversión pública, y el sector agropecuario.
Como parte de sus promesas de campaña,el presidente Laurentino Cortizo firmó la Ley 11 el 15 de agosto de 2019, que elevó el rango del Instituto Nacional de Cultura (INAC) a Ministerio de Cultura, posesionando a Carlos Aguilar como su primer ministro cuatro días después.En el mismo sentido, Laurentino Cortizo firmó la Ley 375 el 8 de marzo de 2023, en el marco de la celebración del Día Internacional de la Mujer, que elevó el rango del Instituto Nacional de la Mujer (INAMU) a Ministerio de la Mujer.Cortizo posesionó a Juana Herrera, entonces directora del Instituto Nacional de Salud Mental, como su primera ministra seis días después.
A la fecha, el gabinete de Laurentino Cortizo posee un total de 16 ministros y 3 ministros consejeros.

### Cambios en el gabinete
Desde la toma de posesión de Laurentino Cortizo el 1 de julio de 2019, se han producido unos 13 cambios a la configuración inicial del gabinete (excluyendo la creación del Ministerio de Cultura y el Ministerio de la Mujer):
- Ministerio de la Presidencia. José Gabriel Carrizo, vicepresidente de Panamá y candidato presidencial para las elecciones de 2024, asumió el cargo de ministro de la Presidencia el 1 de julio de 2019 y renunció el 1 de febrero de 2023 para poder continuar con sus aspiraciones presidenciales, de conformidad con las regulaciones electorales existentes.[21]
- Ministerio de Gobierno. Se han producido tres cambios en este ministerio antes de que Roger Tejada asumiera el cargo el 10 de octubre de 2022, transferido de su posición original como viceministro en el Ministerio de Trabajo y Desarrollo Laboral entre 2019 y 2022.[22]
  - Carlos Romero asumió el cargo de ministro de Gobierno el 1 de julio de 2019 y fue destituido por el presidente Laurentino Cortizo el 5 de febrero de 2020, a raíz del escándalo producido por la fuga del asesino en serie Gilberto Ventura Ceballos, condenado a 50 años de prisión por el homicidio de cinco jóvenes en La Chorrera entre los años 2010 y 2011.[23]
  - Sheyla Grajales, quien fue reelecta en las elecciones de 2019 como representante del corregimiento de Victoriano Lorenzo y designada como gobernadora de la provincia de Panamá por el presidente Cortizo, asumió el cargo de ministra de Gobierno tras la destitución de Romero.[24]Sin embargo, renunció al cargo 15 días después a raíz de múltiples controversias relacionadas con su vida personal. [25][26][27]
  - Janaina Tewaney asumió el cargo de ministra de Gobierno el 21 de febrero de 2020 tras la renuncia de Grajales y fue transferida a ejercer como ministra de Relaciones Exteriores el 10 de octubre de 2022.
- Ministerio de Relaciones Exteriores. Se han producido dos cambios en este ministerio antes de que Janaina Tewaney asumiera el cargo el 10 de octubre de 2022, transferida de su posición original como ministra de Gobierno entre 2020 y 2022. [28]
  - Alejandro Ferrer, quien previamente ejerció como ministro de Comercio e Industrias durante la presidencia de Martín Torrijos, asumió el cargo de ministro de Relaciones Exteriores el 1 de julio de 2019 y renunció el 2 de diciembre de 2020.[29]
  - Erika Mouynes, entonces viceministra de Asuntos Multilaterales y Cooperación en el Ministerio de Relaciones Exteriores, asumió el cargo de ministra el 2 de diciembre de 2020 tras la renuncia de Ferrer y fue destituida inesperadamente de su cargo el 10 de octubre de 2022.[30][31]
- Ministerio de Seguridad Pública. Rolando Mirones, quien previamente ejerció como director de la Policía Nacional de Panamá durante la presidencia de Martín Torrijos, asumió el cargo de ministro de Seguridad Pública el 1 de julio de 2019 y renunció el 5 de febrero de 2020, a raíz del escándalo producido por la fuga del asesino en serie Gilberto Ventura Ceballos, condenado a 50 años de prisión por el homicidio de cinco jóvenes en La Chorrera entre los años 2010 y 2011.[23]
- Ministerio de Comercio e Industrias. Se han producido dos cambios en este ministerio antes de que Jorge Rivera asumiera el cargo el 30 de noviembre de 2023, transferido de su posición original como secretario nacional de Energía y presidente de la junta directiva de ETESA.[32][33]
  - Ramón Martínez asumió el cargo de ministro de Comercio e Industrias el 1 de julio de 2019 y renunció el 1 de junio de 2022. Luego de su renuncia, fue designado por el presidente Cortizo como embajador de Panamá en Estados Unidos.[34]El ministro Martínez fue involucrado posteriormente en la controversia que desencadenó las protestas de 2023, al solicitar al Procurador de la Administración que prescindiera de emitir sus opiniones sobre el contrato minero entre el gobierno y First Quantum Minerals.[35]
  - Federico Alfaro asumió el cargo de ministro de Comercio e Industrias el 1 de julio de 2019 tras la renuncia de Martínez y renunció el 30 de noviembre de 2023, a raíz de su involucración directa en la negociación del controversial contrato minero entre el gobierno de Panamá y First Quantum Minerals que desencadenó las protestas de 2023.[36]Al igual que su predecesor, Alfaro solicitó al Procurador de la Administración que prescindiera de emitir sus opiniones sobre el contrato minero.[35]
- Ministerio de Salud. Rosario Turner asumió el cargo de ministra de Salud el 1 de julio de 2019, que previamente había ejercido durante la presidencia de Martín Torrijos. Turner dirigió la respuesta inicial del gobierno panameño a la pandemia de COVID-19,[37][38]antes de ser destituida inesperadamente de su cargo por el presidente Cortizo el 24 de junio de 2020 debido a sus discrepancias con el gobierno.[39][40][41]
- Ministerio de Vivienda y Ordenamiento Territorial. Inés Samudio asumió el cargo de ministra de Vivienda y Ordenamiento Territorial el 1 de julio de 2019 y fue destituida el 24 de junio de 2020, como parte de una reconfiguración del gabinete de Cortizo a raíz de la pandemia de COVID-19.[39]
- Ministerio de Desarrollo Social. Markova Concepción asumió el cargo de ministra de Desarrollo Social el 1 de julio de 2019 y fue destituida el 24 de junio de 2020, como parte de una reconfiguración del gabinete de Cortizo a raíz de la pandemia de COVID-19.[39]
- Ministerio de Cultura. Carlos Aguilar asumió como el primer ministro de Cultura el 19 de agosto de 2019, cuatro días después de su formación a partir de la elevación del Instituto Nacional de Cultura (INAC) a ministerio por el presidente Cortizo. Aguilar fue destituido el 10 de febrero de 2022 a raíz de múltiples controversias relacionadas con su administración del ministerio.[42][43][44]

### Otros cambios destacados
La Procuradora General de la República, Kenia Porcell, presentó su renuncia al cargo el 13 de noviembre de 2019 (cuatro meses después de la toma de posesión de Laurentino Cortizo) a raíz de la filtración de múltiples conversaciones privadas con el expresidente Juan Carlos Varela, al igual que las manifestaciones en su contra frente a la sede del Ministerio Público en la Ciudad de Panamá.
A la fecha, Laurentino Cortizo ha designado a seis de los nueve magistrados de la Corte Suprema de Justicia: la magistrada presidenta María Eugenia López, Carlos Vásquez, Miriam Cheng, Maribel Cornejo, María Chen y Ariadne García.En la Autoridad del Canal de Panamá (ACP), Cortizo designó a cinco de los once miembros de su Junta Directiva: Nicolás González Revilla, Enrique Sánchez Salmon, Dora Pérez Balladares (hija del expresidente Ernesto Pérez Balladares), Luis Navas Pájaro y Laury A. Melo de Alfaro;en el mismo sentido, se designó al ex-presidente de Panamá, Arístides Royo, como ministro para Asuntos del Canal y presidente de la Junta Directiva de la ACP durante el periodo presidencial de Cortizo.
Durante la presidencia de Cortizo, la Junta Directiva de la Autoridad del Canal de Panamá posesionó al nuevo administrador Ricaurte Vásquez y a la subadministradora Ilya Espino de Marotta por un periodo de siete años, entre 2019 y 2026.

## Acontecimientos sociopolíticos
La presidencia de Laurentino Cortizo se produjo en un contexto de conflictos y crisis internacionales como la pandemia de COVID-19 y su impacto socioeconómico, la invasión rusa de Ucrania y la crisis financiera global del 2023. A nivel doméstico, el contexto internacional y los escándalos de corrupción causaron una inestabilidad constante en el territorio nacional durante la presidencia de Laurentino Cortizo, desencadenando múltiples manifestaciones, procesos legales e investigaciones de carácter periodístico sobre estos aspectos.
Durante sus primeros meses de gobierno, la administración de Cortizo presentó ante la Asamblea Nacional un proyecto de reformas constitucionales desarrolladas por la Concertación Nacional para el Desarrollo, un ente creado en 2008 y que posee la participación de múltiples sectores fundamentales de la sociedad panameña.Sin embargo, los diputados de la Asamblea Nacional introdujeron modificaciones controversiales a las reformas propuestas y desencadenaron un generalizado rechazo popular a principios de noviembre de 2019. El presidente Cortizo eventualmente anunció la suspensión del proceso de reforma constitucional a raíz de las manifestaciones e inició el proceso de negociaciones para un diálogo nacional.